# Coupure (muziek)
Een coupure is een sectie van een muzikale compositie die om diverse redenen niet gespeeld hoeft te worden.
Het aanbrengen van een coupure kan door de componist zelf als voorstel tot inkorting of door de uitvoerend musicus uit praktische overwegingen worden aangebracht in de muziek.
Redenen voor het toepassen van een coupure kunnen bijvoorbeeld zijn:
- Door een coupure past het stuk beter op een geluidsdrager (vooral toen opnametechniek nog maar net bestond werden veelvuldig coupures gemaakt, om het stuk op de geluidsdrager te kunnen passen). Een mooi voorbeeld is de Rhapsody in Blue van Gershwin in de versie die in 1924 werd opgenomen, en waarin het originele stuk met een lengte van circa 14 minuten tot 7 minuten werd ingekort.
- Tijdens het repeteren van soloconcerten wordt door de correpetitor een coupure gemaakt van delen van het orkestuittreksel, waarin de solist zelf niet speelt. Dit om tijd te besparen tijdens repetities.
- Op bijvoorbeeld examens worden stukken uit de muziek weggelaten om de maximaal toegestane tijd niet te overschrijden.
- Soms vindt een uitvoerende de compositie te lang, en beslist het in te korten door bijvoorbeeld herhalingen van delen of thema's weg te laten.

De mogelijkheden om een coupure te maken worden doorgaans middels speciale tekens in de muziek aangegeven. Een goed geplaatste coupure verstoort doorgaans niet het harmonisch, melodisch, metrisch en ritmisch verloop van de compositie, en zal doorgaans door degenen die het stuk niet kennen nauwelijks worden opgemerkt.